# 辛基夫卡
49°45′48″N 37°41′52″E / 49.76333°N 37.69778°E
辛基夫卡（羅馬化：Syn'kivka）是位於烏克蘭東部的村莊，由哈爾科夫州庫皮揚斯克區的彼得罗巴甫利夫卡市镇負責管轄。該村始建於1872年，面積1.25平方公里，海拔高度91米，2001年人口389，人口密度每平方公里312.5人。